# Estelle di Svezia
Estelle di Svezia (nome completo in svedese Estelle Silvia Ewa Mary; Solna, 23 febbraio 2012) è una principessa svedese.
Primogenita della principessa ereditaria Vittoria e di Daniel Westling, è seconda in linea di successione al trono di Svezia.

## Biografia

### Nascita e battesimo
Nata il 23 febbraio 2012, alle 4:26 del mattino all'Ospedale universitario Karolinska (Karolinska Universitetssjukhuset) di Stoccolma, è la prima figlia di Vittoria e Daniel. Al momento della nascita era lunga 51 centimetri e pesava 3 chili e 280 grammi.
Il nome completo della principessa è Estelle Silvia Ewa Mary: Estelle è un nome non comune alla corte di Svezia: si presume che si riferisca a quello della moglie di Folke Bernadotte, antenato della principessa; Silvia è il nome della nonna materna della principessa, la Regina Silvia; Ewa è il nome della nonna paterna della principessa, Ewa Westling; Mary è il nome di una delle madrine di battesimo della principessa, la consorte dell'allora principe ereditario, Mary di Danimarca.
Estelle, come ogni membro della famiglia reale, non ha un cognome, sebbene appartenga alla dinastia Bernadotte.
Il battesimo della principessa è stato fissato per il giorno 22 maggio 2012, a Stoccolma. La cerimonia è iniziata in mattinata, alla presenza di circa 200 invitati, per lo più monarchi dei paesi scandinavi, danesi e olandesi. I padrini della futura regina di Svezia sono stati il re dei Paesi Bassi, Guglielmo, il principe ereditario di Norvegia, Haakon, l'allora principessa ereditaria di Danimarca, Mary Donaldson, il principe Carlo Filippo di Svezia, fratello della principessa Vittoria, e la sorella del duca di Västergötland, Anna Westling Söderström. Al termine della cerimonia la principessa ricevette l'Ordine dei Serafini. 

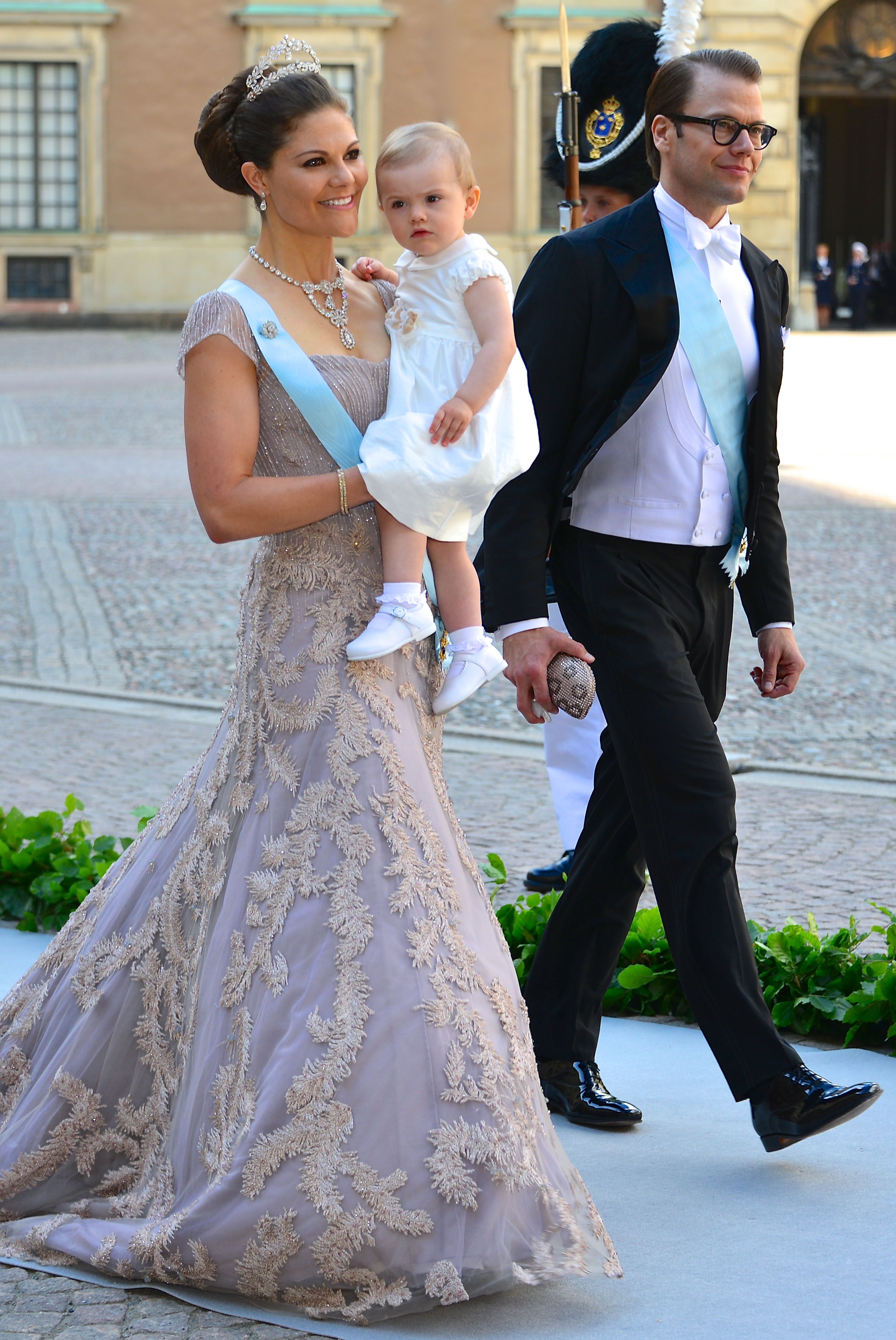
Estelle con i suoi genitori.

### Infanzia
Il 17 maggio 2014 la principessa ha partecipato al suo primo incarico ufficiale inaugurando un sentiero fatato a Tåkern, nella Contea di Östergötland, denominato in suo onore Duchess Estelle's Fairytale Path.
Il 25 agosto 2014, la principessa Estelle ha iniziato l'asilo nella Äventyret Preschool a Stoccolma. Dal 2018 frequenta il Campus Manilla sull'isola di Djurgården, Stoccolma, una delle scuole più prestigiose del Paese.

## Titoli, trattamento e stemma

### Titoli e trattamento
Il suo nome e i suoi titoli nobiliari sono stati annunciati da suo nonno, re Carlo Gustavo il 24 febbraio 2012. 
- 23 febbraio 2012 – oggi: Sua altezza reale Principessa Estelle di Svezia, duchessa di Östergötland
  - In svedese: Hennes Kunglig Höghet, prinsessan Estelle av Sverige, hertiginna av Östergötland

### Posizione costituzionale
La principessa Estelle è seconda in linea di successione al trono di Svezia. Al momento della sua nascita, la principessa Estelle si è unita alle altre quattro principesse europee seconde in linea al trono e destinate a diventare regine: la principessa Ingrid Alexandra di Norvegia, la principessa Elisabetta del Belgio, la principessa Leonor di Spagna e la principessa Catharina Amalia dei Paesi Bassi. Quest'ultima è diventata principessa d'Orange ed erede apparente nel mese di aprile 2013, in seguito all'ascesa al trono di suo padre Guglielmo; mentre la principessa Elisabetta del Belgio è diventata duchessa di Brabante ed erede apparente nel luglio 2013; infine Leonor di Spagna è diventata principessa delle Asturie ed erede apparente nel giugno 2014.
La principessa Estelle è la prima donna nella storia della Svezia a nascere con il diritto di ereditare il trono che non può essere acquisito dalla successiva nascita di un erede maschio. Lei è anche la prima principessa nella storia della Svezia a nascere col titolo di erede apparente. Le sole tre principesse di Svezia prima di Estelle nate in prima linea per il trono erano tutte ereditiere presunte alla loro nascita: Cristina (che alla fine divenne regina regnante), Edvige Sofia (che fu sostituita da un fratello minore), e la madre di Estelle, la quale perse il diritto alla nascita del fratello Carlo Filippo nel 1979 e poi divenne definitivamente principessa ereditaria con la modifica della legge svedese di successione del 1º gennaio 1980.

### Stemma

Monogramma della principessa Estelle.
Stemma della principessa Estelle, Duchessa di Östergötland.

## Onorificenze

Monogramma

## Albero genealogico
|                             |                          |                                   | Genitori                                                      |  |  | Nonni |  |  | Bisnonni        |  |  | Trisnonni        |  |
|                             |                          |                                   |                                                               |  |  |       |  |  | Anders Westling |  |  | Anders Andersson |  |
|                             |                          |                                   |                                                               |  |  |       |  |  | Anders Westling |  |  | Anders Andersson |  |
|                             |                          | Brita Westling                    |                                                               |  |  |       |  |  | Anders Westling |  |  |                  |  |
| Olle Westling               |                          |                                   |                                                               |  |  |       |  |  | Anders Westling |  |  |                  |  |
|                             |                          | Frida Berta Elisabet Borg         | Anders Erik Borg                                              |  |  |       |  |  |                 |  |  |                  |  |
|                             |                          | Frida Berta Elisabet Borg         | Anders Erik Borg                                              |  |  |       |  |  |                 |  |  |                  |  |
|                             |                          | Frida Berta Elisabet Borg         | Anna Båth                                                     |  |  |       |  |  |                 |  |  |                  |  |
| Olof Daniel Westling        |                          | Frida Berta Elisabet Borg         |                                                               |  |  |       |  |  |                 |  |  |                  |  |
|                             |                          | John Einar Westring               | Johan Gregorius Westring                                      |  |  |       |  |  |                 |  |  |                  |  |
|                             |                          | John Einar Westring               | Johan Gregorius Westring                                      |  |  |       |  |  |                 |  |  |                  |  |
|                             |                          | John Einar Westring               | Anna Samuelsdotter                                            |  |  |       |  |  |                 |  |  |                  |  |
| Ewa Westring                |                          | John Einar Westring               |                                                               |  |  |       |  |  |                 |  |  |                  |  |
|                             |                          | Nanny Birgitta Hugg               | Johan Teodor Hugg                                             |  |  |       |  |  |                 |  |  |                  |  |
|                             |                          | Nanny Birgitta Hugg               | Johan Teodor Hugg                                             |  |  |       |  |  |                 |  |  |                  |  |
|                             |                          | Nanny Birgitta Hugg               | Kristina Jonsdotter                                           |  |  |       |  |  |                 |  |  |                  |  |
| Estelle Silvia di Svezia    |                          | Nanny Birgitta Hugg               |                                                               |  |  |       |  |  |                 |  |  |                  |  |
|                             | Gustavo Adolfo di Svezia | Gustavo VI Adolfo di Svezia       |                                                               |  |  |       |  |  |                 |  |  |                  |  |
|                             | Gustavo Adolfo di Svezia | Gustavo VI Adolfo di Svezia       |                                                               |  |  |       |  |  |                 |  |  |                  |  |
|                             | Gustavo Adolfo di Svezia | Margherita di Connaught           |                                                               |  |  |       |  |  |                 |  |  |                  |  |
| Carlo XVI Gustavo di Svezia | Gustavo Adolfo di Svezia |                                   |                                                               |  |  |       |  |  |                 |  |  |                  |  |
|                             |                          | Sibilla di Sassonia-Coburgo-Gotha | Carlo Edoardo di Sassonia-Coburgo-Gotha                       |  |  |       |  |  |                 |  |  |                  |  |
|                             |                          | Sibilla di Sassonia-Coburgo-Gotha | Carlo Edoardo di Sassonia-Coburgo-Gotha                       |  |  |       |  |  |                 |  |  |                  |  |
|                             |                          | Sibilla di Sassonia-Coburgo-Gotha | Vittoria Adelaide di Schleswig-Holstein-Sonderburg-Glücksburg |  |  |       |  |  |                 |  |  |                  |  |
| Vittoria Ingrid di Svezia   |                          | Sibilla di Sassonia-Coburgo-Gotha |                                                               |  |  |       |  |  |                 |  |  |                  |  |
|                             |                          | Carl Walther Sommerlath           | Louis Carl Moritz Sommerlath                                  |  |  |       |  |  |                 |  |  |                  |  |
|                             |                          | Carl Walther Sommerlath           | Louis Carl Moritz Sommerlath                                  |  |  |       |  |  |                 |  |  |                  |  |
|                             |                          | Carl Walther Sommerlath           | Maria Erna Sophie Christine Waldau                            |  |  |       |  |  |                 |  |  |                  |  |
| Silvia Sommerlath           |                          | Carl Walther Sommerlath           |                                                               |  |  |       |  |  |                 |  |  |                  |  |
|                             |                          | Alice Soares de Toledo            | Artur Floriano de Toledo                                      |  |  |       |  |  |                 |  |  |                  |  |
|                             |                          | Alice Soares de Toledo            | Artur Floriano de Toledo                                      |  |  |       |  |  |                 |  |  |                  |  |
|                             |                          | Alice Soares de Toledo            | Elisa Novais Soares                                           |  |  |       |  |  |                 |  |  |                  |  |
|                             |                          | Alice Soares de Toledo            |                                                               |  |  |       |  |  |                 |  |  |                  |  |